# Даний (Босилєво)
45°21′ пн. ш. 15°19′ сх. д. / 45.35° пн. ш. 15.32° сх. д.
Даний (хорв. Dani) — населений пункт у Хорватії, у Карловацькій жупанії у складі громади Босилєво.

## Населення
Населення за даними перепису 2011 року становило 8 осіб.
Динаміка чисельності населення поселення: